# Фракция «Новых людей» в Государственной думе VIII созыва
Фракция «Новых людей» в Государственной думе восьмого созыва — депутатское объединение партии «Новые люди» в Государственной думе 2021—2026 гг. На выборах 17-19 сентября 2021 года партия получила 5,32 % и стала пятой парламентской партией в России впервые за 18 лет. После присоединения избранных по одномандатным округам самовыдвиженцев Дмитрия Певцова и Олега Леонова численность фракции достигла 15 человек.
Председатель фракции и лидер партии — Нечаев, Алексей Геннадьевич. Заместители руководителя фракции — Авксентьева, Сардана Владимировна и председатель комитета по малому и среднему предпринимательству Дёмин, Александр Вячеславович. Должности Первого заместителя руководителя фракции и заместителя Председателя Государственной думы совмещает Даванков, Владислав Андреевич. Ещё один член фракции — Тарбаев, Сангаджи Андреевич — возглавляет комитет по туризму и развитию туристической инфраструктуры.
18 октября 2021 года Чудаев Сергей Дмитриевич сдал мандат, который был передан Антону Олеговичу Ткачёву. 16 марта 2023 года Гулин Максим Алексеевич в связи с переходом на должность советника по региональному взаимодействию председателя правления РДДМ «Движение первых» сдал мандат, который решено было передать Анне Валерьевне Скрозниковой. 30 июля 2024 года Григорий Шилкин сдал мандат, который позже передали Ярославу Самылину.

## Список депутатов
1. Нечаев, Алексей Геннадьевич
2. Авксентьева, Сардана Владимировна
3. Даванков, Владислав Андреевич
4. Арапов, Георгий Константинович
5. Самылин, Ярослав Алексеевич
6. Чемерис, Роза Басировна
7. Ткачёв, Антон Олегович
8. Дёмин, Александр Вячеславович
9. Хамитов, Амир Махсудович
10. Плякин, Владимир Владимирович
11. Скрозникова, Анна Валерьевна
12. Горячева, Ксения Александровна
13. Тарбаев, Сангаджи Андреевич
14. Певцов, Дмитрий Анатольевич
15. Леонов, Олег Юрьевич

## Деятельность

### 2021 год
Поскольку партия «Новые люди» впервые прошла в Государственную думу, получив собственную фракцию, она могла лишь ограниченно влиять на формирование федерального бюджета на 2022—2024 годы. Депутаты выступили с обоснованной критикой ряда положений будущего бюджета, но всё-таки поддержали его во всех трёх чтениях. Им удалось провести несколько поправок в области экологии, образования и молодёжного предпринимательства, но предложения перераспределить финансирование в пользу регионов фракции провести не удалось.
Первой инициативой, внесённой с участием «Новых людей» спустя месяц с начала работы восьмого созыва, стал законопроект об отмене налога на прибыль для сельских домов культуры, соавторами которого выступили все члены комитета Государственной думы по культуре, в том числе Дмитрий Певцов. Закон был принят в марте 2022 года.
Первым фракционным законопроектом стал пакет предложений по смягчению законодательства об иностранных агентах, внесённый 9 декабря 2021 года. Он предполагал отмену требования физическим лицам, признанным иноагентами, маркировать личные сообщения в социальных сетях, требовал установить судебный порядок признания иноагентом, а также вводил понятие «иностранный принципал». 23 марта 2022 года Государственная дума приняла постановление о создании комиссии по расследованию фактов иностранного вмешательства в дела РФ, куда от фракции «Новых людей» вошли Антон Ткачёв и Роза Чемерис. Комиссия разработала и внесла на рассмотрение пакет законопроектов о контроле за деятельностью лиц, находящихся под иностранным влиянием. Правительство не поддержало законопроект «Новых людей», и при голосовании в профильном комитете предпочли поддержать законопроект комиссии. Несмотря на то, что соавторами выступили в том числе оба вышеупомянутых депутата, фракция приняла решение преимущественно воздержаться при голосовании и внесла ко второму чтению (в лице Ксении Горячевой) уточняющие поправки, но они были отклонены. Сам же законопроект «Новых людей» был рассмотрен на пленарном заседании только спустя девять месяцев и отклонён Государственной думой.
Партия последовательно выступала за добровольную вакцинацию против COVID-19 и смягчение ограничений при перемещении граждан. Эта позиция нашла отражение не только в отсутствии поддержки фракцией законопроекта о QR-кодах в общественном транспорте и голосованию преимущественно не в поддержку законопроекта о QR-кодах в общественных местах, но и стала одним из поводов для снятия с рассмотрения данных законопроектов.

### 2022 год

#### Весенняя сессия
15 февраля 2022 года на пленарном заседании Государственной думы прошло рейтинговое голосование за два проекта постановления о признании независимости ДНР и ЛНР. «Новые люди» поддержали версию «Единой России» с обращением к Министерству иностранных дел и проголосовали против версии КПРФ с прямым обращением к президенту, которая набрала больше голосов парламентариев. Ряд СМИ воспринял это как выступление партии против признания независимости народных республик, и депутаты фракции, а позже и глава ДНР Денис Пушилин на встрече с депутатами Государственной думы, опровергали данную интерпретацию.
В марте 2022 года партия направила в правительство РФ более 70 предложений, направленных на защиту экономики и сохранение доходов граждан в условиях санкционного давления. Партия предложила заморозить на три месяца штрафы и пени для бизнеса, отменить штрафы для малого и среднего бизнеса за 2021 год, зафиксировать акцизы и пошлины, отменить коронавирусные ограничения, ввести новую программу льготных кредитов, поддержать импорт из дружественных стран, снизить налоги и страховые взносы, дать отсрочку по налогам и сборам до конца 2022 года. Позже представители партии заявляли, что большая часть предложений была в той или иной форме реализована правительством. Тогда же, 2 марта 2022 года, группа депутатов «Новых людей» во главе с Сарданой Авксентьевой внесла два законопроекта, касающиеся защиты прав ипотечных заёмщиков, которыми предлагалось запретить выселять из единственного ипотечного жилья и допускать только снижение плавающих ставок по ипотеке. Оба законопроекта были отклонены в январе 2023 года.
Председатель комитета по малому и среднему предпринимательству Александр Дёмин совместно с председателем комитета по финансовому рынку Анатолием Аксаковым (СРЗП) внесли 15 марта 2022 года на рассмотрение в Государственную думу законопроект о повышении максимального размера микрозайма для МСП. Спустя более чем год закон был принят.
Ещё одной инициативой, направленной на противодействие экономическому давлению против России, стал законопроект Александра Дёмина и вице-спикера Государственной думы от «Новых людей» Владислава Даванкова о предоставлении отсрочки для некоторых категорий индивидуальных предпринимателей. Осенью 2022 года он был отклонён, а спустя два месяца фракция внесла новый законопроект с похожим предложением, но уже в контексте частичной мобилизации, но он также был отклонён — в конце ноября 2023 года.
Воплощая одно из своих предвыборных предложений, в конце апреля 2022 года члены фракции внесли на рассмотрение Государственной думы законопроект о праве пересдачи ЕГЭ, на который затем последовал отрицательный отзыв Правительства, что привело спустя более чем год к отклонению инициативы Госдумой. Другое программное предложение — возвращение прямых выборов на всех уровнях — нашло отражение в поправках фракции к новому закону о единых принципах местного самоуправления, однако подавляющее большинство из них было отклонено.
В конце апреля 2022 года партия «Новые люди» опубликовала отчёт о работе в Государственной думе с сентября 2021 по апрель 2022 года. За это время депутаты фракции внесли 27 законопроектов и 257 поправок к федеральным законопроектам, включая инициативы в соавторстве с представителями других партий. В числе достижений партия называет законопроект о первом рабочем месте для выпускников вузов, который был направлен на отзыв в правительство в декабре 2021 года, но в системе обеспечения законодательной деятельности по состоянию на май 2023 года не появился, а наиболее близким откликом властей стало постановление Правительства о субсидии работодателям, принимающим на работу молодёжь в возрасте до 30 лет.
19 мая 2022 года Максим Гулин выступил одним из соавторов инициативы о создании Российского движения детей и молодёжи «Движение первых» (первоначально — «Большая перемена»), в руководство которого перешёл в марте 2023 года. Тогда же ряд депутатов фракции при активном участии Антона Ткачёва внесли законопроекты о регулировании майнинга (со второй попытки) и NFT-токенах. Первый был отклонён спустя пять месяцев, после чего в Государственную думу был внесён межфракционный законопроект во главе с Анатолием Аксаковым о регулировании криптовалют, в том числе с привлечением «Новых людей». Законопроект о невзаимозаменяемых токенах получил отрицательный отзыв Правительства в связи с отсутствием необходимых определений в законодательстве, что привело к его отклонению 7 ноября 2023 года.
Летом 2022 года Государственная дума рассмотрела законопроект, ужесточающий наказание за пытки. «Новые люди» внесли в него поправки, хотя по результатам круглого стола «Борьба с пытками в России. Изменения в законодательстве» в начале года они разработали собственный альтернативный документ, но до рассмотрения он не дошёл.
4 июля 2022 года Сардана Авксентьева внесла законопроект, обязующий финансовых уполномоченных отчитываться о доходах, в рамках противодействия коррупции. Спустя восемь месяцев Государственная дума приняла этот закон. 15 сентября 2022 года несколько депутатов фракции предложили смягчить условия для взимания штрафов за превышение габаритов крупных транспортных средств, что было одобрено в конце февраля 2023 года.

#### Осенняя сессия
Несколько раз, начиная с августа 2022 года, представители фракции обращались в Генпрокуратуру и другие инстанции с просьбой разблокировать некоторые иностранные социальные сети, такие как признанный в России экстремистским Instagram и выкупленный Илоном Маском Twitter ради поддержки малого бизнеса. Однако данные предложения не нашли отклика в органах исполнительной власти. Также на пленарном заседании 14 февраля 2023 года Антон Ткачёв выступил в защиту искусственного интеллекта и нейронных сетей, зачитав текст, составленный ChatGPT. За месяц до этого с речью, также написанной данным чат-ботом, выступил представитель Республиканской партии в Конгрессе США.
После объявления частичной мобилизации все фракции стали вносить законопроекты в Государственную думу об освобождении или уточнении условий призыва различных категорий граждан на военную службу по мобилизации. Помимо вышеупомянутого законопроекта об отсрочке для молодых предпринимателей, депутаты фракции «Новых людей» предлагали предоставить отсрочку единственным кормильцам в семьях с детьми-инвалидами, отцам трёх и более детей (включая ещё не рождённых), членам семей уже мобилизованных, в том числе погибших; отцам четырёх и более детей в возрасте до 18 лет (вместо 16 лет); кандидатам и докторам наук. Ход мобилизации «Новые люди» неоднократно подвергали критике, в связи с чем запустили службу депутатской помощи незаконно мобилизованным, которая действовала, по крайней мере, до конца 2022 года. По этой же причине фракция предложила включить уполномоченных по правам человека в состав призывных комиссий и комиссий по мобилизации; выбрать альтернативную гражданскую службу при мобилизации, что также не нашло поддержки; создать институт уполномоченного по правам военных, но их поправки не были поддержаны, а вместо этого была создана рабочая группа по вопросам мобилизации, куда от фракции «Новых людей» вошёл Антон Ткачёв.
По итогам круглого стала, организованного «Новыми людьми» на тему борьбы с рейдерством, межфракционная группа депутатов во главе с Владиславом Даванковым и Александром Дёминым внесла законопроект об уточнении условий изъятия собственности в доход государства. Также фракции удалось убедить парламентское большинство отклонить потенциально монополистский законопроект о едином рекламном операторе и отсрочить введение акциза на сладкую газировку на полгода.
Федеральный бюджет на 2023—2025 годы «Новые люди» назвали дефицитным и призвали государство сэкономить на неэффективных расходах, провести приватизацию без повышения налогов. В результате попыток оптимизировать проект бюджета им удалось выделить больше денег на высшее образование, молодёжное предпринимательство, а также на дополнительное финансирование регионов, что не получилось сделать годом ранее.
6 декабря 2022 года Сардана Авксентьева, Ксения Горячева и Роза Чемерис предложили упразднить перечень запрещённых для женщин профессий, с чем не согласились в профильном комитете. Тем не менее, эта и другие темы, связанные с трудовым законодательством в отношении женщин, были подняты на экспертных слушаниях, где прозвучал ряд новых инициатив.
По итогам 2022 года партия «Новые люди» выпустила новый отчёт о работе своей фракции в Государственной думе. Количество внесённых законопроектов возросло до 100, а количество поправок к федеральным законопроектам — до 350. Инициативы депутатов касались как профильных для них тем (защиты МСП, экономики и туризма), так и других важных для партии направлений (образования, экологии, здравоохранения, спорта, культуры и т. д.).

### 2023 год

#### Весенняя сессия
После прекращения членства Российской Федерации в ГРЕКО Алексей Нечаев и Сардана Авксентьева предложили учредить Российскую комиссию по мониторингу и регулированию законодательства в области противодействия коррупции, что на предварительном рассмотрении было сочтено избыточным.
В конце января 2023 года Ксения Горячева, Максим Гулин и Олег Леонов внесли на рассмотрение Государственной думой законопроект об упрощении приёма в российское гражданство иностранных учёных, работающих с университетами и исследовательскими организациями России. Премьер-министр Михаил Мишустин на встрече с фракцией пообещал дать поручение руководителю аппарата кабмина по поводу отзыва. Отзыв был опубликован 12 мая 2023 года и оказался отрицательным, в связи с чем инициатива была отклонена спустя неполный год после внесения.
14 февраля 2023 года депутаты фракции во главе с Сарданой Авксентьевой предложили ввести льготу одиноким родителям на получение места для ребёнка в детском саду вне очереди. Спустя несколько дней «Новые люди» обнародовали ещё одну социальную инициативу, касающуюся предоставления дополнительного выходного всем работникам для прохождения ежегодной диспансеризации. Обе инициативы были в итоге отклонены в декабре и сентябре 2023 года соответственно. Ещё два дня спустя почти половина фракции во главе с Алексеем Нечаевым и Ксенией Горячевой и при участии правозащитницы Евы Меркачёвой предложила не брать под стражу граждан, подозреваемым по «ненасильственным» статьям.
В марте 2023 года депутаты фракции, в том числе Алексей Нечаев и Сардана Авксентьева, предложили оценивать работу депутатов всех уровней и чиновников-руководителей через сайт «Госуслуги». Ещё одна инициатива «Новых людей» касается постоянного патрулирования заповедников, что, по словам Георгия Арапова, депутаты заранее обсудили с Минприроды. Она была принята в первом чтении в конце октября 2023 года. 27 марта 2023 года фракция внесла на рассмотрение Государственной думой законопроекты о неснижаемом уровне алиментов и информировании граждан о взятом на их имя кредите через «Госуслуги». Последнюю инициативу предварительно одобрила Эльвира Набиуллина в ходе встречи с фракцией. Также депутаты «Новых людей» призвали управляющие компании обосновывать причины роста тарифов ЖКХ.
Несмотря на то, что депутаты фракции направили на отзыв в Правительство законопроект об «индексации» суммы ущерба от экономических преступлений ещё в мае 2022 года, положительный отзыв получить удалось только после встречи лидера партии с президентом Владимиром Путиным. Первое чтение успешно состоялось 30 мая 2023 года.
Сильный резонанс получили законопроект Сарданы Авксентьевой и аналогичный межфракционный документ с её уже участием, внесённые в Государственную думу в апреле 2023 года, где предлагалось дать право регионам самостоятельно принимать меры борьбы с бродячими собаками. Только законопроект от всех фракций (кроме КПРФ) получил положительный отзыв Правительства, чем остро возмутил зоозащитников, устроивших пикет перед зданием Государственной думы и запустивших петицию с требованием снять «страшные» инициативы с рассмотрения. При голосовании партия «Новые люди», за исключением соавторов поддержанного законопроекта (причём Сардана Авксентьева голосовала только в первом чтении), выступила против обеих инициатив.
Накануне мая вице-спикер Государственной думы от «Новых людей» Владислав Даванков второй год подряд выступает за расширение майских праздников. Если в 2022 году к обращению партии прислушалась Адыгея, а сама фракция выступила за «шашлычную амнистию» (спустя неполный год правительство смягчило требования к жарке шашлыков), то в 2023 году депутаты фракции предложили увеличить число выходных дней в мае за счёт январских праздников. Идея подверглась критике и была отвергнута при голосовании 9 ноября того же года .
Фракция продолжила работу над корректировкой системы штрафов и выплат. Так, в конце мая 2023 года более трети депутатов из её состава внесло на рассмотрение Госдумы законопроект об отмене штрафа за проживание россиян не по прописке, но 12 октября не был поддержан парламентским большинством. Спустя две недели «Новые люди» предложили повысить выплаты при оформлении ДТП по европротоколу. Также Александр Дёмин внёс законопроект о защите купленного по социальному контракту имущества малоимущих граждан от изъятия, который был принят в первом чтении спустя четыре месяца.
Почти все депутаты фракции, кроме Ксении Горячевой, выступили соавторами всефракционного законопроекта о запрете смены пола. Позднее курирующий здравоохранение вице-спикер Госдумы Владислав Даванков в интервью Ксении Собчак разъяснил, что участие «Новых людей» было направлено на смягчение положений данного закона.
После мятежа Евгения Пригожина «Новые люди» предложили отменить штрафы за негатив в сторону добровольческих формирований вне зоны боевых действий, но положительной оценки затея не снискала. Также фракция выступила единственной в Госдуме непосредственно против повышения призывного возраста до 30 лет.

#### Осенняя сессия
Партия «Новые люди» приняла участие в выборах ЕДГ-2023, в ряде регионов кампанию вели депутаты фракции, в том числе Владислав Даванков, выдвинутый кандидатом в мэры Москвы и поддержанный новым союзником — Партией роста. В ходе предвыборной кампании он неоднократно вносил лично или в соавторстве на рассмотрение Государственной думы различные инициативы, направленные на городское благоустройство, уточнение штрафов для возмутителей спокойствия, а также обращался в ряд исполнительных органов власти с громкими идеями. Большинство идей, однако, было отвергнуто либо, по состоянию на декабрь 2023 года, находится в стадии обсуждения.
В середине октября Алексей Нечаев и Владислав Даванков отреагировали на резонансное видео с тиграми из Московского цирка и оперативно внесли законопроект о запрете использования животных в цирках, за что подверглись критике со стороны зоозащитников и дрессировщиков. Лидер фракции Алексей Нечаев стал одним из инициаторов (наряду с Анной Скрозниковой) закона об ограничении использования мобильных устройств во время школьных занятий.
При обсуждении федерального бюджета на 2024—2026 годы фракция поддержала его проект, но в соавторстве с депутатами других фракций провела около 30 поправок: на детский отдых, медицину и образование.
Наряду с другими фракциями, «Новые люди» работали над проблемой повышения утилизационного сбора за автомобили, особенно выделились Сардана Авксентьева, выступившая с трибуны Государственной думы, и Алексей Нечаев, который довёл проблему до сведения президента.
24 декабря 2023 года партия провела предвыборный съезд, где объявила о выдвижении экс-кандидата в мэры Москвы Владислава Даванкова кандидатом в президенты Российской Федерации, а также о запланированном на конец февраля 2024 года объединении с Партией роста. При этом единственная представительница этой партии, Оксана Дмитриева, избранная в Госдуму по одномандатному округу, вступать во фракцию «Новых людей» отказалась.